# 幕田賢治
幕田 賢治（まくた けんじ、1978年5月5日 - ）は、神奈川県川崎市宮前区出身の元プロ野球選手（外野手）。右投右打。プロ野球引退後はクラブチーム・横浜ベイブルースに在籍していた。

## 来歴・人物

### プロ入り前
父は法政二高が夏・春連覇を達成した時の遊撃手で、社会人野球の日本石油でも活躍した幕田正力。父親の転勤に伴って北海道札幌市で出生し、幼少時を札幌市で過ごした。
小学2年生から野球を始め、川崎市立宮崎中学校時代は地元の川崎北シニアリーグに所属し中学2年からレフトのレギュラーを獲得。中学3年時にはオール関東のメンバーに選出され、アメリカに遠征に行っている。そのアメリカ遠征のメンバーには東海大相模の森野将彦がキャプテンとして3番を打ち、幕田は4番を打っている。また、横浜高校時代のチームメイト丹波慎也（元ヤクルト・丹波幹雄の弟）がアメリカ遠征のエースだった。
野球の名門校・横浜高校では、急逝したエースで4番の丹波に代わってエースになった松井光介を擁し同級生の阿部真宏と共にスラッガーとしてならした（阿部は4番で幕田は5番）。高校の2学年先輩に多村仁志・斉藤宜之・矢野英司・紀田彰一、1学年先輩に横山道哉、1学年後輩に上地雄輔、2学年後輩に松坂大輔・小池正晃・後藤武敏・小山良男がいた。
1996年のドラフト会議で中日ドラゴンズから3位指名され、入団。先述の森野が中日から2位指名を受けたため、森野と再びチームメイトとなった。担当スカウトは飯田幸夫。

### プロ入り後
入団時には打撃を期待され落合新監督の右の主砲候補の一人に挙げられたこともあった。だが、二軍でも目立った成績は残せず一軍では守備固め程度の起用にとどまった。9年目となる2005年に戦力外通告を受け、12球団合同トライアウトを受けるも再契約する球団はなく現役引退した。

### 引退後
引退後は会社員の傍ら「テリー伊藤のってけ球団 横浜ベイブルース」に所属し、2007年5月には茨城ゴールデンゴールズとの試合で指名打者として出場した。

## 選手としての特徴
プロ入り当時は遠投110 mの強肩、100 m走11秒3の強肩・俊足が持ち味とされ、打撃は荒削りながらも「走れる大砲」と評されていた。

## 詳細情報

### 年度別打撃成績
| 年 度     | 球 団     | 試 合 | 打 席 | 打 数 | 得 点 | 安 打 | 二 塁 打 | 三 塁 打 | 本 塁 打 | 塁 打 | 打 点 | 盗 塁 | 盗 塁 死 | 犠 打 | 犠 飛 | 四 球 | 敬 遠 | 死 球 | 三 振 | 併 殺 打 | 打 率 | 出 塁 率 | 長 打 率 | O P S |
| --------- | --------- | ----- | ----- | ----- | ----- | ----- | -------- | -------- | -------- | ----- | ----- | ----- | -------- | ----- | ----- | ----- | ----- | ----- | ----- | -------- | ----- | -------- | -------- | ----- |
| 1997      | 中日      | 2     | 3     | 3     | 0     | 0     | 0        | 0        | 0        | 0     | 0     | 0     | 0        | 0     | 0     | 0     | 0     | 0     | 1     | 0        | .000  | .000     | .000     | .000  |
| 2001      | 中日      | 2     | 4     | 4     | 0     | 0     | 0        | 0        | 0        | 0     | 0     | 0     | 0        | 0     | 0     | 0     | 0     | 0     | 3     | 0        | .000  | .000     | .000     | .000  |
| 2002      | 中日      | 4     | 16    | 15    | 0     | 3     | 0        | 0        | 0        | 3     | 4     | 0     | 1        | 0     | 0     | 1     | 0     | 0     | 6     | 0        | .200  | .250     | .200     | .450  |
| 2004      | 中日      | 19    | 10    | 8     | 4     | 0     | 0        | 0        | 0        | 0     | 0     | 0     | 0        | 0     | 0     | 2     | 0     | 0     | 4     | 1        | .000  | .200     | .000     | .200  |
| 2005      | 中日      | 7     | 1     | 1     | 1     | 0     | 0        | 0        | 0        | 0     | 0     | 0     | 0        | 0     | 0     | 0     | 0     | 0     | 1     | 0        | .000  | .000     | .000     | .000  |
| 通算：5年 | 通算：5年 | 34    | 34    | 31    | 5     | 3     | 0        | 0        | 0        | 3     | 4     | 0     | 1        | 0     | 0     | 3     | 0     | 0     | 15    | 1        | .097  | .176     | .097     | .273  |

### 記録
- 初出場：1997年10月5日、対横浜ベイスターズ26回戦（横浜スタジアム）、7回裏に右翼手として出場
- 初打席：同上、9回表に佐々木主浩から二塁ゴロ
- 初先発出場：2001年9月12日、対広島東洋カープ22回戦（ナゴヤドーム）、7番・右翼手として先発出場
- 初安打・初打点：2002年10月6日、対横浜ベイスターズ28回戦（横浜スタジアム）、1回表にドミンゴ・グスマンから中前2点適時打

### 背番号
- 53 （1997年入団発表時のみ）
- 35 （1997年 - 2005年）